# Френк Капра
Френк Расел Капра (енгл. Frank Russell Capra, итал. Francesco Rosario Capra; Бизаквино, Сицилија, 18. мај 1897 — Ла Кинта, 3. септембар 1991) је био амерички филмски режисер, сценариста и продуцент италијанског порекла. Рођен у Италији и одрастао у Лос Анђелесу од пете године, његов животни пут „од дроњака до богатств” навео је историчаре филма као што је Ијан Фрир да га сматрају „персонификованим америчким сном“.
Капра је постао један од најутицајнијих америчких редитеља током 1930-их, освојивши три Оскара за најбољу режију у шест номинација, заједно са још три Оскара из девет номинација у другим категоријама. Међу његовим водећим филмовима били су It Happened One Night (1934), Mr. Deeds Goes to Town (1936), You Can't Take It with You (1938), и Mr. Smith Goes to Washington (1939). Током Другог светског рата, Капра је служио у сигналном корпусу америчке војске и производио пропагандне филмове, као што је серијал Зашто се боримо.
После Другог светског рата, Каприна каријера је опала, јер су његови каснији филмови, као што је It's a Wonderful Life (1946), лоше примљени када су први пут објављени. Међутим, у деценијама које су уследиле, критичари су позитивно оценили тај и друге Капријеве филмове. Осим режије, Цапра је био активан у филмској индустрији, бавећи се разним политичким и друштвеним активностима. Био је председник Академије филмских уметности и наука, радио је заједно са Савезом писаца Америке и био је шеф Удружења америчких режисера.

## Биографија

### Основни подаци
Френк Расел Капра рођен је 18. маја 1897. године у месту Бизаквино на Сицилији (Италија) као Франческо Розарио Капра (Francesco Rosario Capra). Његова породица емигрирала је 1903. године у Америку. Настанили су се у Лос Анђелесу, Калифорнија где је дипломирао и постао инжењер хемије. Учествовао је у Првом светском рату, а 1920. постаје амерички грађанин и узима име Френк Расел Капра (Frank Russell Capra). Два пута се женио. Прва супруга му је била Хелен Хауел од које се развео 1927. године. Друга супруга му је била Лу Капра (Lucille Florence Warner) са којом је имао четворо деце. У Другом светском рату је шеф филмске јединице која је снимала пропагандне ратне филмове. Умро је 3. септембра 1991. у 95. години.

### Филмска каријера
Како није могао да нађе посао у струци почео је да пише сценарија. Велики успех постиже филмом Tramp, Tramp, Tramp из 1926. године. До 1929. године режира неме филмове. Први звучни филм који је режирао је The Donovan Affair (1929) за Columbia Pictures студио. Последњи филм који је режирао је Шешир пун чуда (Pocketful of Miracles) (1961). Поред режије писао је сценарија и бавио се продукцијом.

## Први светски рат и касније
Убрзо након што је дипломирао на колеџу, Капра је примљен у Армију Сједињених Држава као потпоручник, након што је завршио кампусну обуку. У војсци је предавао математику артиљерцима у Форт Појнту у Сан Франциску. Отац му је погинуо током рата у несрећи (1916). У војсци је Капра оболео од шпанског грипа и био је медицински отпуштен да би се вратио кући да живи са својом мајком. Постао је натурализовани амерички држављанин 1920. године, узевши име Френк Расел Капра. Живећи код куће са својом сродницима и мајком, Капра је био једини члан породице са факултетским образовањем, али је био и једини који је остао хронично незапослен. После годину дана без посла, видевши како његова браћа и сестре имају сталне послове, осетио је да је неуспешан, што је довело до напада депресије.
Касније је откривено да су хронични болови у стомаку били недијагностиковано пуцање слепог црева. Након што се опоравио код куће, Капра се одселио и наредних неколико година провео живећи у смештају за бескућнике у Сан Франциску и по теретним возовима, лутајући западним Сједињеним Државама. Да би се издржавао, узимао је привремене послове на фармама, као филмски статист, играјући покер и продајући локалне залихе нафте.
Током тог периода, 24-годишњи Капра је режирао 32-минутни документарни филм под називом Посета италијанске крстарице Либија Сан Франциску. Не само да је документовао посету италијанског поморског брода Либија Сан Франциску, већ и пријем који је посади брода приредио клуб L'Italia Virtus из Сан Франциска, сада познат као Италијански атлетски клуб Сан Франциска.
Са 25 година, Капра се запослио у продаји књига које је написао и објавио амерички филозоф Елберт Хабард. Капра се присећао да је „мрзео да буде сељак, да буде новопечено дете заробљено у сицилијанском гету Лос Анђелеса... Све што сам имао била је самоувереност — и дозволите ми да вам кажем да вас то води далеко“.

## Као редитељ
| Год.     | Назив                                                        | Жанр                     | Награда |
| -------- | ------------------------------------------------------------ | ------------------------ | ------- |
| 1920.-те |                                                              |                          |         |
| 1926.    | The Strong Man                                               | комедија                 |         |
| 1927.    | Long Pant                                                    | комедија                 |         |
|          | For the Love of Mike                                         | комедија                 |         |
| 1928.    | That Certain Thing                                           | комедија                 |         |
|          | So This Is Love?                                             | комедија                 |         |
|          | The Matinee Idol                                             | комедија                 |         |
|          | The Way of the Strong                                        | комедија                 |         |
|          | Say It with Sables                                           | комедија                 |         |
|          | Submarine                                                    | акција/драма             |         |
|          | The Power of the Press                                       | драма                    |         |
| 1929.    | The Younger Generation                                       | драма                    |         |
|          | The Donovan Affair                                           | акција/авантура/комедија |         |
|          | Flight                                                       | авантура                 |         |
| 1930.-те |                                                              |                          |         |
| 1930.    | Ladies of Leisure                                            | драма/романса            |         |
|          | Rain or Shine                                                | драма/комедија/музички   |         |
| 1931.    | Dirigible                                                    | авантура                 |         |
|          | Чудотворка (The Miracle Woman)                               | драма/романса            |         |
|          | Платинаста лепотица (Platinum Blonde)                        | комедија/романса         |         |
| 1932.    | Забрањено (Forbidden)                                        | драма/романса            |         |
|          | Америчка лудост (American Madness)                           | драма                    |         |
| 1933.    | Горки чај генерала Јена (The Bitter Tea of General Yen)      | драма/романса/ратни      |         |
|          | Дама за један дан (Lady for a Day)                           | комедија                 |         |
| 1934.    | Догодило се једне ноћи, (It Happened One Night)              | комедија/романса         | Оскар   |
|          | Бродвеј Бил (Broadway Bill)                                  | комедија/драма           |         |
| 1936.    | Господин Дидс иде у град (Mr. Deeds Goes to Town)            | комедија/драма           |         |
| 1937.    | Изгубљени хоризонт (Lost Horizon)                            | авантура/драма/фантазија |         |
| 1938.    | У гроб ништа не носиш (You Can't Take It with You)           | комедија/романса         | Оскар   |
| 1939.    | Господин Смит иде у Вашингтон (Mr. Smith Goes to Washington) | драма                    |         |
| 1940.-те |                                                              |                          |         |
| 1941.    | Meet John Doe                                                | комедија/драма/романса   |         |
| 1944.    | Арсеник и старе чипке (Arsenic and Old Lace)                 | комедија/крими/романса   |         |
| 1946.    | Диван живот (It's a Wonderful Life)                          | драма/породични/романса  |         |
| 1948.    | State of the Union                                           | драма/комедија           |         |
| 1950.-те |                                                              |                          |         |
| 1950.    | Riding High                                                  | комедија                 |         |
| 1951.    | Долази младожења (Here Comes the Groom)                      | комедија/музички/романса |         |
| 1957.    | Hemo the Magnificent                                         | анимација/породични      |         |
| 1959.    | Рупа у глави (A Hole in the Head)                            | комедија                 |         |
| 1960.-те |                                                              |                          |         |
| 1961.    | Шешир пун чуда (Pocketful of Miracles)                       | комедија/драма           |         |

## Као сценариста
| Година | Назив                               |
| ------ | ----------------------------------- |
| 1926.  | Tramp, Tramp, Tramp                 |
| 1927.  | His First Flame                     |
| 1928.  | That Certain Thing                  |
|        | The Burglar                         |
|        | Say It with Sables                  |
| 1929.  | Flight                              |
| 1932.  | Forbidden                           |
| 1941.  | Meet John Doe                       |
| 1945.  | Here Is Germany                     |
| 1946.  | Диван живот (It's a Wonderful Life) |
| 1951.  | Westward the Women                  |
| 1956.  | Our Mr. Sun                         |
| 1957.  | The Strange Case of the Cosmic Rays |
|        | Hemo the Magnificent                |
| 1958.  | The Unchained Goddess               |
| 1977.  | It Happened One Christmas           |
| 1990.  | Clarence                            |

## Као продуцент
| Год.  | Назив                                                        |
| ----- | ------------------------------------------------------------ |
| 1928. | The Matinee Idol                                             |
|       | That Certain Thing                                           |
| 1929. | Flight                                                       |
| 1930. | Ladies of Leisure                                            |
|       | Rain or Shine                                                |
| 1931. | Dirigible                                                    |
|       | The Miracle Woman                                            |
|       | Платинаста лепотица (Platinum Blonde)                        |
| 1932. | American Madness                                             |
|       | Forbidden                                                    |
| 1933. | The Bitter Tea of General Yen                                |
| 1934. | Догодило се једне ноћи, (It Happened One Night)              |
|       | Broadway Bill                                                |
| 1936. | Господин Дидс иде у град (Mr. Deeds Goes to Town)            |
| 1937. | Изгубљени хоризонт (Lost Horizon)                            |
| 1938. | У гроб ништа не носиш (You Can't Take It with You)           |
| 1939. | Господин Смит иде у Вашингтон (Mr. Smith Goes to Washington) |
| 1941. | Meet John Doe                                                |
| 1945. | Here Is Germany                                              |
| 1946. | Диван живот (It's a Wonderful Life)                          |
| 1948. | State of the Union                                           |
| 1950. | Riding High                                                  |
| 1951. | Долази младожења (Here Comes the Groom)                      |
| 1956. | Our Mr. Sun                                                  |
| 1957. | The Strange Case of the Cosmic Rays                          |
|       | Hemo the Magnificent                                         |
| 1959. | Рупа у глави (A Hole in the Head)                            |
| 1961. | Шешир пун чуда (Pocketful of Miracles)                       |